# Deuxième district congressionnel du Wisconsin
Le 2e district congressionnel du Wisconsin est un district situé dans le sud du Wisconsin, couvrant le Comté de Dane, le Comté d'Iowa, le Comté de Lafayette, le Comté de Sauk et le Comté de Green, ainsi que des parties du Comté de Richland et du Comté de Rock. Le district comprend Madison, la capitale de l'État, sa banlieue et ses environs. Le district comprend également le campus de l'Université du Wisconsin-Madison et, comme de nombreux districts de cette époque ancrés dans une ville universitaire, le district est majoritairement démocrate.
Le district est actuellement représenté par le Démocrate Mark Pocan, qui a succédé à l'actuelle Sénatrice Tammy Baldwin en 2013.
Depuis la fin des années 1990, le district est de plus en plus Démocrate, en raison de la présence de la capitale fortement démocrate, Madison, et des banlieues et banlieues de plus en plus démocrates entourant la ville – la région à la croissance la plus rapide de l'État. Le redécoupage ordonné par le tribunal en 2002 a également accéléré cette tendance en supprimant plusieurs des zones les plus Républicaines du district dans le 3e district. Depuis la mise en œuvre de cette carte, seul le 4e district de Milwaukee est plus Démocrate. John Kerry a remporté la circonscription en 2004 avec 62 % des voix. Barack Obama a également remporté la circonscription en 2008 avec 69 % des voix contre 30 % pour John McCain. Donald Trump a obtenu le pourcentage de voix le plus faible d'un candidat à la présidentielle d'un grand parti dans la circonscription au 21e siècle, avec 29 % en 2016 et 2020, contre 66 % et 69 % pour Hillary Clinton et Joe Biden respectivement.

## Géographie
| #   | Comté     | Siège      | Population |
| --- | --------- | ---------- | ---------- |
| 25  | Dane      | Madison    | 563 951    |
| 45  | Green     | Monroe     | 36 988     |
| 49  | Iowa      | Dodgeville | 23 756     |
| 65  | Lafayette | Darlington | 16 784     |
| 101 | Rock      | Janesville | 164 381    |
| 111 | Sauk      | Baraboo    | 65 697     |

Comté de Dane
Belleville, Black Earth, Blue Mounds, Brooklyn, Cambridge, Cottage Grove, Cross Plains, Dane, Deerfield, DeForest, Fitchburg, Madison, Maple Bluff, Marshall, Mazomanie, McFarland, Middleton, Monona, Mount Horeb, Oregon, Rockdale, Shorewood Hills, Stoughton, Sun Prairie (ville), Verona, Waunakee et Windsor.
Comté de Green
Albany, Brodhead, Browntown, Monroe, Monticello et New Glarus.
Comté d'Iowa
Arena, Avoca, Barneveld, Cobb, Dodgeville, Highland, Hollandale, Linden, Mineral Point, Muscoda (partie du Comté d'Iowa), Rewey et Ridgeway.
Comté de Lafayette
Argyle, Belmont, Benton, Blanchardville, Darlington, Gratiot, Shullsburg et South Wayne.
Comté de Rock
Edgerton, Evansville, Footville et Orfordville.
Comté de Sauk
Baraboo, Lake Delton, Loganville, Merrimac, North Freedom, Plain, Prairie du Sac, Reedsburg, Rock Springs, Spring Green, Sauk City et Wisconsin Dells (Section du Comté de Sauk).

## Historique de vote
| Année | Poste     | Résultats                       |
| ----- | --------- | ------------------------------- |
| 2000  | Président | Al Gore 58,0 % – 36,0 %         |
| 2004  | Président | John Kerry 62,0 % – 37,0 %      |
| 2008  | Président | Barack Obama 69,0 % – 30,0 %    |
| 2012  | Président | Barack Obama 68,0 % – 31,0 %    |
| 2016  | Président | Hillary Clinton 66,0 % – 29,0 % |
| 2020  | Président | Joe Biden 69,0 % – 29,0 %       |

## Liste des Représentants du district
| Membre                          | Parti             | Années                             | Congrès     | Histoire électorale | Zone géographique |
| ------------------------------- | ----------------- | ---------------------------------- | ----------- | --- | --- |
| District établit le 9 juin 1848 |                   |                                    |             | | |
| Mason C. Darling (en)           | Démocrate         | 9 juin 1848 - 3 mars 1849          | 30e         | Élu pour un court mandat en 1848. Retrait. | Brown, Calumet, Chippewa, Columbia, Crawford, Dane, Dodge, Fond du Lac, Grant, Iowa, La Pointe, Lafayette, Manitowoc, Marquette, Portage, Richland, Sauk, Sheboygan, St. Croix, Washington, & Winnebago |
| Orsamus Cole (en)               | Whig              | 4 mars 1849 - 3 mars 1851          | 31e         | Élu pour le mandat régulier en 1848. Perd sa réélection. | Adams, Chippewa, Crawford, Dane, Grant, Green, Iowa, La Pointe Lafayette, Portage, Richland, Rock, Sauk et St. Croix.(et les comtés de Buffalo, Burnett, Douglas, Dunn, Eau Claire, Jackson, Juneau, La Crosse, Marathon, Monroe, Pepin, Pierce, Polk, Trempealeau et Wood créés depuis ce territoire durant les années 1850) |
| Ben C. Eastman (en)             | Démocrate         | 4 mars 1851 - 3 mars 1855          | 32e , 33e   | Élu en 1850. Réélu en 1852. Retrait. | Adams, Chippewa, Crawford, Dane, Grant, Green, Iowa, La Pointe Lafayette, Portage, Richland, Rock, Sauk et St. Croix.(et les comtés de Buffalo, Burnett, Douglas, Dunn, Eau Claire, Jackson, Juneau, La Crosse, Marathon, Monroe, Pepin, Pierce, Polk, Trempealeau et Wood créés depuis ce territoire durant les années 1850) |
| Cadwallader C. Washburn         | Républicain       | 4 mars 1855 - 3 mars 1861          | 34e - 36e   | Élu en 1854. Réélu en 1856. Réélu en 1858. Retrait. | Adams, Chippewa, Crawford, Dane, Grant, Green, Iowa, La Pointe Lafayette, Portage, Richland, Rock, Sauk et St. Croix.(et les comtés de Buffalo, Burnett, Douglas, Dunn, Eau Claire, Jackson, Juneau, La Crosse, Marathon, Monroe, Pepin, Pierce, Polk, Trempealeau et Wood créés depuis ce territoire durant les années 1850) |
| Luther Hanchett (en)            | Républicain       | 4 mars 1861 - 24 novembre 1862     | 37e         | Élu en 1860. Décès. | Adams, Chippewa, Crawford, Dane, Grant, Green, Iowa, La Pointe Lafayette, Portage, Richland, Rock, Sauk et St. Croix.(et les comtés de Buffalo, Burnett, Douglas, Dunn, Eau Claire, Jackson, Juneau, La Crosse, Marathon, Monroe, Pepin, Pierce, Polk, Trempealeau et Wood créés depuis ce territoire durant les années 1850) |
| Vacant                          | Vacant            | 24 novembre 1862 - 26 janvier 1863 | 37e         | | Adams, Chippewa, Crawford, Dane, Grant, Green, Iowa, La Pointe Lafayette, Portage, Richland, Rock, Sauk et St. Croix.(et les comtés de Buffalo, Burnett, Douglas, Dunn, Eau Claire, Jackson, Juneau, La Crosse, Marathon, Monroe, Pepin, Pierce, Polk, Trempealeau et Wood créés depuis ce territoire durant les années 1850) |
| Walter D. McIndoe (en)          | Républicain       | 26 janvier 1863 - 3 mars 1863      | 37e         | Élu pour terminer le mandat de Hanchett. Redécoupage vers le 6e district. | Adams, Chippewa, Crawford, Dane, Grant, Green, Iowa, La Pointe Lafayette, Portage, Richland, Rock, Sauk et St. Croix.(et les comtés de Buffalo, Burnett, Douglas, Dunn, Eau Claire, Jackson, Juneau, La Crosse, Marathon, Monroe, Pepin, Pierce, Polk, Trempealeau et Wood créés depuis ce territoire durant les années 1850) |
| Ithamar Sloan (en)              | Républicain       | 4 mars 1863 - 3 mars 1867          | 38e , 39e   | Élu en 1862. Réélu en 1864. Retrait. | Columbia, Dane, Jefferson et Rock |
| Benjamin F. Hopkins (en)        | Républicain       | 4 mars 1867 - 1er janvier 1870     | 40e , 41e   | Élu en 1866. Réélu en 1868. Décès. | Columbia, Dane, Jefferson et Rock |
| Vacant                          | Vacant            | 1er janvier 1870 - 23 février 1870 | 41e         | | Columbia, Dane, Jefferson et Rock |
| David Atwood (en)               | Républicain       | 23 février 1870 - 3 mars 1871      | 41e         | Élu pour terminer le mandat d'Hopkins. Retrait. | Columbia, Dane, Jefferson et Rock |
| Gerry Whiting Hazelton (en)     | Républicain       | 4 mars 1871 - 3 mars 1875          | 42e , 43e   | Élu en 1870. Réélu en 1872. Retrait. | Columbia, Dane, Jefferson et Rock |
| Gerry Whiting Hazelton (en)     | Républicain       | 4 mars 1871 - 3 mars 1875          | 42e , 43e   | Élu en 1870. Réélu en 1872. Retrait. | Columbia, Dane, Jefferson et Sauk |
| Lucien B. Caswell (en)          | Républicain       | 4 mars 1875 - 3 mars 1883          | 44e - 47e   | Élu en 1874. Réélu en 1876. Réélu en 1878. Réélu en 1880. Perd sa renomination. | |
| Daniel H. Sumner (en)           | Démocrate         | 4 mars 1883 - 3 mars 1885          | 48e         | Élu en 1882. Retrait. | Dodge, Fond du Lac, Washington et Waukesha |
| Edward S. Bragg (en)            | Démocrate         | 4 mars 1885 - 3 mars 1887          | 49e         | Élu en 1884. Perd sa renomination. | Dodge, Fond du Lac, Washington et Waukesha |
| Richard W. Guenther (en)        | Républicain       | 4 mars 1887 - 3 mars 1889          | 50e         | Redécoupage depuis le 6e district et réélu en 1886. Retrait. | Dodge, Fond du Lac, Washington et Waukesha |
| Charles Barwig (en)             | Démocrate         | 4 mars 1889 - 3 mars 1895          | 51e - 53e   | Élu en 1888. Réélu en 1890. Réélu en 1892. Perd sa réélection. | Dodge, Fond du Lac, Washington et Waukesha |
| Charles Barwig (en)             | Démocrate         | 4 mars 1889 - 3 mars 1895          | 51e - 53e   | Élu en 1888. Réélu en 1890. Réélu en 1892. Perd sa réélection. | Columbia, Dane, Dodge et Jefferson |
| Edward Sauerhering (en)         | Républicain       | 4 mars 1895 - 3 mars 1899          | 54e , 55e   | Élu en 1894. Réélu en 1896. Retrait. | |
| Herman Dahle (en)               | Républicain       | 4 mars 1899 - 3 mars 1903          | 56e , 57e   | Élu en 1898. Réélu en 1900. Perd sa renomination. | |
| Henry Cullen Adams              | Républicain       | 4 mars 1903 - 9 juillet 1906       | 58e , 59e   | Élu en 1902. Réélu en 1904. Décès. | Adams, Columbia, Dane, Jefferson, Green Lake et Marquette |
| Vacant                          | Vacant            | 9 juillet 1906 - 4 septembre 1906  | 59e         | | Adams, Columbia, Dane, Jefferson, Green Lake et Marquette |
| John M. Nelson (en)             | Républicain       | 4 septembre 1906 - 3 mars 1913     | 59e - 62e   | Élu pour terminer le mandat d'Adams. Réélu en 1906. Réélu en 1908. Réélu en 1910. Redécoupage vers le 3e district. | Adams, Columbia, Dane, Jefferson, Green Lake et Marquette |
| Michael E. Burke (en)           | Démocrate         | 4 mars 1913 - 3 mars 1917          | 63e , 64e   | Redécoupage depuis le 6e district et réélu en 1912. Réélu en 1914. Perd sa réélection. | Columbia, Dodge, Jefferson, Ozaukee, Sheboygan et Washington |
| Edward Voigt (en)               | Républicain       | 4 mars 1917 - 3 mars 1927          | 65e - 69e   | Élu en 1916. Réélu en 1918. Réélu en 1920. Réélu en 1922. Réélu en 1924. Retrait. | Columbia, Dodge, Jefferson, Ozaukee, Sheboygan et Washington |
| Charles A. Kading (en)          | Républicain       | 4 mars 1927 - 3 mars 1933          | 70e - 72e   | Élu en 1926. Réélu en 1928. Réélu en 1930. Perd sa renomination. | Columbia, Dodge, Jefferson, Ozaukee, Sheboygan et Washington |
| Charles W. Henney (en)          | Démocrate         | 4 mars 1933 - 3 janvier 1935       | 73e         | Élu en 1932. Perd sa réélection. | Columbia, Dane, Dodge, Jefferson et Waukesha |
| Harry Sauthoff (en)             | Progressiste (en) | 3 janvier 1935 - 3 janvier 1939    | 74e , 75e   | Élu en 1934. Réélu en 1936. Perd sa réélection. | Columbia, Dane, Dodge, Jefferson et Waukesha |
| Charles Hawks Jr. (en)          | Républicain       | 3 janvier 1939 - 3 janvier 1941    | 76e         | Élu en 1938. Perd sa réélection. | Columbia, Dane, Dodge, Jefferson et Waukesha |
| Harry Sauthoff (en)             | Progressiste (en) | 3 janvier 1941 - 3 janvier 1945    | 77e , 78e   | Élu en 1940. Réélu en 1942. Perd sa réélection. | Columbia, Dane, Dodge, Jefferson et Waukesha |
| Robert Kirkland Henry (en)      | Républicain       | 3 janvier 1945 - 20 novembre 1946  | 79e         | Élu en 1944. Réélu en 1946 mais décède avant le début du mandat suivant. | Columbia, Dane, Dodge, Jefferson et Waukesha |
| Vacant                          | Vacant            | 20 novembre 1946 - 22 avril 1947   | 79e , 80e   | | Columbia, Dane, Dodge, Jefferson et Waukesha |
| Glenn Robert Davis (en)         | Républicain       | 22 avril 1947 - 3 janvier 1957     | 80e - 84e   | Élu pour terminer le mandat de Henry. Réélu en 1948. Réélu en 1950. Réélu en 1952. Réélu en 1954. Retrait pour se présenter comme Sénateur des États-Unis. | Columbia, Dane, Dodge, Jefferson et Waukesha |
| Donald Edgard Tewes (en)        | Républicain       | 3 janvier 1957 - 3 janvier 1959    | 85e         | Élu en 1956. Perd sa réélection. | Columbia, Dane, Dodge, Jefferson et Waukesha |
| Robert Kestenmeier (en)         | Démocrate         | 3 janvier 1959 - 3 janvier 1991    | 86e - 101e  | Élu en 1958. Réélu en 1960. Réélu en 1962. Réélu en 1964. Réélu en 1966. Réélu en 1968. Réélu en 1970. Réélu en 1972. Réélu en 1974. Réélu en 1976. Réélu en 1978. Réélu en 1980. Réélu en 1982. Réélu en 1984. Réélu en 1986. Réélu en 1988. Perd sa réélection. | Columbia, Dane, Dodge, Jefferson et Waukesha |
| Robert Kestenmeier (en)         | Démocrate         | 3 janvier 1959 - 3 janvier 1991    | 86e - 101e  | Élu en 1958. Réélu en 1960. Réélu en 1962. Réélu en 1964. Réélu en 1966. Réélu en 1968. Réélu en 1970. Réélu en 1972. Réélu en 1974. Réélu en 1976. Réélu en 1978. Réélu en 1980. Réélu en 1982. Réélu en 1984. Réélu en 1986. Réélu en 1988. Perd sa réélection. | Columbia, Dane, Dodge, Green et Jefferson |
| Robert Kestenmeier (en)         | Démocrate         | 3 janvier 1959 - 3 janvier 1991    | 86e - 101e  | Élu en 1958. Réélu en 1960. Réélu en 1962. Réélu en 1964. Réélu en 1966. Réélu en 1968. Réélu en 1970. Réélu en 1972. Réélu en 1974. Réélu en 1976. Réélu en 1978. Réélu en 1980. Réélu en 1982. Réélu en 1984. Réélu en 1986. Réélu en 1988. Perd sa réélection. | Columbia, Dane, Iowa, Lafayette et Sauk et la majorité de Dodge, Fond du Lac et Green |
| Robert Kestenmeier (en)         | Démocrate         | 3 janvier 1959 - 3 janvier 1991    | 86e - 101e  | Élu en 1958. Réélu en 1960. Réélu en 1962. Réélu en 1964. Réélu en 1966. Réélu en 1968. Réélu en 1970. Réélu en 1972. Réélu en 1974. Réélu en 1976. Réélu en 1978. Réélu en 1980. Réélu en 1982. Réélu en 1984. Réélu en 1986. Réélu en 1988. Perd sa réélection. | Columbia, Dane, Iowa, Lafayette et Sauk, et la majorité d'Adams, Dodge, Grant, Green, Juneau et Richland |
| Scott Klug (en)                 | Républicain       | 3 janvier 1991 - 3 janvier 1999    | 102e - 105e | Élu en 1990. Réélu en 1992. Réélu en 1994. Réélu en 1996. Retrait. | |
| Scott Klug (en)                 | Républicain       | 3 janvier 1991 - 3 janvier 1999    | 102e - 105e | Élu en 1990. Réélu en 1992. Réélu en 1994. Réélu en 1996. Retrait. | 1993–2003 |
| Tammy Baldwin                   | Démocrate         | 3 janvier 1999 - 3 janvier 2013    | 106e - 112e | Élue en 1998. Réélue en 2000. Réélue en 2002. Réélue en 2004. Réélue en 2006. Réélue en 2008. Réélue en 2010. Retrait pour se présenter comme Sénateur des États-Unis.                                                                                            | |
| Tammy Baldwin                   | Démocrate         | 3 janvier 1999 - 3 janvier 2013    | 106e - 112e | Élue en 1998. Réélue en 2000. Réélue en 2002. Réélue en 2004. Réélue en 2006. Réélue en 2008. Réélue en 2010. Retrait pour se présenter comme Sénateur des États-Unis.                                                                                            | 2003–2013 |
| Mark Pocan                      | Démocrate         | 3 janvier 2013 - Présent           | 113e - 118e | Élu en 2012. Réélu en 2014. Réélu en 2016. Réélu en 2018. Réélu en 2020. Réélu en 2022. | 2013–2023 |
| Mark Pocan                      | Démocrate         | 3 janvier 2013 - Présent           | 113e - 118e | Élu en 2012. Réélu en 2014. Réélu en 2016. Réélu en 2018. Réélu en 2020. Réélu en 2022. | 2023–Présent |

## Résultats des récentes élections
Voici les résultats des dix précédents cycles électoraux dans le district.

### 2004
| Élection de 2004 du 2e district congressionnel du Wisconsin | Élection de 2004 du 2e district congressionnel du Wisconsin | Élection de 2004 du 2e district congressionnel du Wisconsin | Élection de 2004 du 2e district congressionnel du Wisconsin | Élection de 2004 du 2e district congressionnel du Wisconsin |
| ----------------------------------------------------------- | ----------------------------------------------------------- | ----------------------------------------------------------- | ----------------------------------------------------------- | ----------------------------------------------------------- |
| Parti                                                       | Parti                                                       | Candidat                                                    | Votes                                                       | %                                                           |
|                                                             | Démocrate                                                   | Tammy Baldwin (sortante)                                    | 251 637                                                     | 63,3                                                        |
|                                                             | Républicain                                                 | Dave Magnum                                                 | 145 810                                                     | 36,7                                                        |
|                                                             | Autres                                                      | Autres                                                      | 277                                                         | 0,1                                                         |
| Total des votes                                             | Total des votes                                             | Total des votes                                             | 397 724                                                     | 100 %                                                       |
|                                                             | Les Démocrates conservent                                   |                                                             |                                                             |                                                             |

### 2006
| Élection de 2006 du 2e district congressionnel du Wisconsin | Élection de 2006 du 2e district congressionnel du Wisconsin | Élection de 2006 du 2e district congressionnel du Wisconsin | Élection de 2006 du 2e district congressionnel du Wisconsin | Élection de 2006 du 2e district congressionnel du Wisconsin |
| ----------------------------------------------------------- | ----------------------------------------------------------- | ----------------------------------------------------------- | ----------------------------------------------------------- | ----------------------------------------------------------- |
| Parti                                                       | Parti                                                       | Candidat                                                    | Votes                                                       | %                                                           |
|                                                             | Démocrate                                                   | Tammy Baldwin (sortante)                                    | 191 414                                                     | 62,8                                                        |
|                                                             | Républicain                                                 | Dave Magnum                                                 | 113 015                                                     | 37,1                                                        |
|                                                             | Autres                                                      | Autres                                                      | 259                                                         | 0,1                                                         |
| Total des votes                                             | Total des votes                                             | Total des votes                                             | 304 688                                                     | 100 %                                                       |
|                                                             | Les Démocrates conservent                                   |                                                             |                                                             |                                                             |

### 2008
| Élection de 2008 du 2e district congressionnel du Wisconsin | Élection de 2008 du 2e district congressionnel du Wisconsin | Élection de 2008 du 2e district congressionnel du Wisconsin | Élection de 2008 du 2e district congressionnel du Wisconsin | Élection de 2008 du 2e district congressionnel du Wisconsin |
| ----------------------------------------------------------- | ----------------------------------------------------------- | ----------------------------------------------------------- | ----------------------------------------------------------- | ----------------------------------------------------------- |
| Parti                                                       | Parti                                                       | Candidat                                                    | Votes                                                       | %                                                           |
|                                                             | Démocrate                                                   | Tammy Baldwin (sortante)                                    | 277 914                                                     | 69,3                                                        |
|                                                             | Républicain                                                 | Peter Theron                                                | 122 513                                                     | 30,6                                                        |
|                                                             | Autres                                                      | Autres                                                      | 414                                                         | 0,1                                                         |
| Total des votes                                             | Total des votes                                             | Total des votes                                             | 400 841                                                     | 100 %                                                       |
|                                                             | Les Démocrates conservent                                   |                                                             |                                                             |                                                             |

### 2010
| Élection de 2010 du 2e district congressionnel du Wisconsin | Élection de 2010 du 2e district congressionnel du Wisconsin | Élection de 2010 du 2e district congressionnel du Wisconsin | Élection de 2010 du 2e district congressionnel du Wisconsin | Élection de 2010 du 2e district congressionnel du Wisconsin |
| ----------------------------------------------------------- | ----------------------------------------------------------- | ----------------------------------------------------------- | ----------------------------------------------------------- | ----------------------------------------------------------- |
| Parti                                                       | Parti                                                       | Candidat                                                    | Votes                                                       | %                                                           |
|                                                             | Démocrate                                                   | Tammy Baldwin (sortante)                                    | 191 164                                                     | 61,8                                                        |
|                                                             | Républicain                                                 | Chad Lee                                                    | 118 099                                                     | 38,2                                                        |
| Total des votes                                             | Total des votes                                             | Total des votes                                             | 309 263                                                     | 100 %                                                       |
|                                                             | Les Démocrates conservent                                   |                                                             |                                                             |                                                             |

### 2012
| Élection de 2012 du 2e district congressionnel du Wisconsin | Élection de 2012 du 2e district congressionnel du Wisconsin | Élection de 2012 du 2e district congressionnel du Wisconsin | Élection de 2012 du 2e district congressionnel du Wisconsin | Élection de 2012 du 2e district congressionnel du Wisconsin |
| ----------------------------------------------------------- | ----------------------------------------------------------- | ----------------------------------------------------------- | ----------------------------------------------------------- | ----------------------------------------------------------- |
| Parti                                                       | Parti                                                       | Candidat                                                    | Votes                                                       | %                                                           |
|                                                             | Démocrate                                                   | Mark Pocan                                                  | 265 422                                                     | 67,9                                                        |
|                                                             | Républicain                                                 | Chad Lee                                                    | 124 683                                                     | 31,9                                                        |
|                                                             | Autres                                                      | Autres                                                      | 787                                                         | 0,2                                                         |
|                                                             | Indépendant                                                 | Joe Kopsick                                                 | 6                                                           | 0,0                                                         |
| Total des votes                                             | Total des votes                                             | Total des votes                                             | 390 898                                                     | 100 %                                                       |
|                                                             | Les Démocrates conservent                                   |                                                             |                                                             |                                                             |

### 2014
| Élection de 2014 du 2e district congressionnel du Wisconsin | Élection de 2014 du 2e district congressionnel du Wisconsin | Élection de 2014 du 2e district congressionnel du Wisconsin | Élection de 2014 du 2e district congressionnel du Wisconsin | Élection de 2014 du 2e district congressionnel du Wisconsin |
| ----------------------------------------------------------- | ----------------------------------------------------------- | ----------------------------------------------------------- | ----------------------------------------------------------- | ----------------------------------------------------------- |
| Parti                                                       | Parti                                                       | Candidat                                                    | Votes                                                       | %                                                           |
|                                                             | Démocrate                                                   | Mark Pocan (sortant)                                        | 224 920                                                     | 68,4                                                        |
|                                                             | Républicain                                                 | Peter Theron                                                | 103 619                                                     | 31,5                                                        |
|                                                             | Autres                                                      | Autres                                                      | 308                                                         | 0,1                                                         |
| Total des votes                                             | Total des votes                                             | Total des votes                                             | 328 847                                                     | 100 %                                                       |
|                                                             | Les Démocrates conservent                                   |                                                             |                                                             |                                                             |

### 2016
| Élection de 2016 du 2e district congressionnel du Wisconsin | Élection de 2016 du 2e district congressionnel du Wisconsin | Élection de 2016 du 2e district congressionnel du Wisconsin | Élection de 2016 du 2e district congressionnel du Wisconsin | Élection de 2016 du 2e district congressionnel du Wisconsin |
| ----------------------------------------------------------- | ----------------------------------------------------------- | ----------------------------------------------------------- | ----------------------------------------------------------- | ----------------------------------------------------------- |
| Parti                                                       | Parti                                                       | Candidat                                                    | Votes                                                       | %                                                           |
|                                                             | Démocrate                                                   | Mark Pocan (sortant)                                        | 273 537                                                     | 68,8                                                        |
|                                                             | Républicain                                                 | Peter Theron                                                | 124 044                                                     | 31,2                                                        |
| Total des votes                                             | Total des votes                                             | Total des votes                                             | 397 581                                                     | 100 %                                                       |
|                                                             | Les Démocrates conservent                                   |                                                             |                                                             |                                                             |

### 2018
| Élection de 2018 du 2e district congressionnel du Wisconsin | Élection de 2018 du 2e district congressionnel du Wisconsin | Élection de 2018 du 2e district congressionnel du Wisconsin | Élection de 2018 du 2e district congressionnel du Wisconsin | Élection de 2018 du 2e district congressionnel du Wisconsin |
| ----------------------------------------------------------- | ----------------------------------------------------------- | ----------------------------------------------------------- | ----------------------------------------------------------- | ----------------------------------------------------------- |
| Parti                                                       | Parti                                                       | Candidat                                                    | Votes                                                       | %                                                           |
|                                                             | Démocrate                                                   | Mark Pocan (sortant)                                        | 309 116                                                     | 100                                                         |
|                                                             | Autres                                                      | Autres                                                      | 38                                                          | 0,0                                                         |
| Total des votes                                             | Total des votes                                             | Total des votes                                             | 390 154                                                     | 100 %                                                       |
|                                                             | Les Démocrates conservent                                   |                                                             |                                                             |                                                             |

### 2020
| Élection de 2020 du 2e district congressionnel du Wisconsin | Élection de 2020 du 2e district congressionnel du Wisconsin | Élection de 2020 du 2e district congressionnel du Wisconsin | Élection de 2020 du 2e district congressionnel du Wisconsin | Élection de 2020 du 2e district congressionnel du Wisconsin |
| ----------------------------------------------------------- | ----------------------------------------------------------- | ----------------------------------------------------------- | ----------------------------------------------------------- | ----------------------------------------------------------- |
| Parti                                                       | Parti                                                       | Candidat                                                    | Votes                                                       | %                                                           |
|                                                             | Démocrate                                                   | Mark Pocan (sortant)                                        | 318 523                                                     | 69,7                                                        |
|                                                             | Républicain                                                 | Peter Theron                                                | 138 306                                                     | 30,3                                                        |
|                                                             | Autres                                                      | Autres                                                      | 376                                                         | 0,1                                                         |
| Total des votes                                             | Total des votes                                             | Total des votes                                             | 457 205                                                     | 100 %                                                       |
|                                                             | Les Démocrates conservent                                   |                                                             |                                                             |                                                             |

### 2022
| Primaire Démocrate de 2022 du 2e district congressionnel du Wisconsin | Primaire Démocrate de 2022 du 2e district congressionnel du Wisconsin | Primaire Démocrate de 2022 du 2e district congressionnel du Wisconsin | Primaire Démocrate de 2022 du 2e district congressionnel du Wisconsin | Primaire Démocrate de 2022 du 2e district congressionnel du Wisconsin |
| --------------------------------------------------------------------- | --------------------------------------------------------------------- | --------------------------------------------------------------------- | --------------------------------------------------------------------- | --------------------------------------------------------------------- |
| Parti                                                                 | Parti                                                                 | Candidat                                                              | Votes                                                                 | %                                                                     |
|                                                                       | Démocrate                                                             | Mark Pocan (sortant)                                                  | 106 595                                                               | 100%                                                                  |

| Primaire Républicaine de 2022 du 2e district congressionnel du Wisconsin | Primaire Républicaine de 2022 du 2e district congressionnel du Wisconsin | Primaire Républicaine de 2022 du 2e district congressionnel du Wisconsin | Primaire Républicaine de 2022 du 2e district congressionnel du Wisconsin | Primaire Républicaine de 2022 du 2e district congressionnel du Wisconsin |
| ------------------------------------------------------------------------ | ------------------------------------------------------------------------ | ------------------------------------------------------------------------ | ------------------------------------------------------------------------ | ------------------------------------------------------------------------ |
| Parti                                                                    | Parti                                                                    | Candidat                                                                 | Votes                                                                    | %                                                                        |
|                                                                          | Républicain                                                              | Erik Olsen                                                               | 21 774                                                                   | 49,8                                                                     |
|                                                                          | Républicain                                                              | Charity Barry                                                            | 21 711                                                                   | 49,7                                                                     |

| Élection de 2022 du 2e district congressionnel du Wisconsin | Élection de 2022 du 2e district congressionnel du Wisconsin | Élection de 2022 du 2e district congressionnel du Wisconsin | Élection de 2022 du 2e district congressionnel du Wisconsin | Élection de 2022 du 2e district congressionnel du Wisconsin |
| ----------------------------------------------------------- | ----------------------------------------------------------- | ----------------------------------------------------------- | ----------------------------------------------------------- | ----------------------------------------------------------- |
| Parti                                                       | Parti                                                       | Candidat                                                    | Votes                                                       | %                                                           |
|                                                             | Démocrate                                                   | Mark Pocan (sortant)                                        | 268 740                                                     | 71,0                                                        |
|                                                             | Républicain                                                 | Erik Olsen                                                  | 101 890                                                     | 26,9                                                        |
|                                                             | Indépendant                                                 | Douglas Alexander                                           | 7689                                                        | 2,0                                                         |
|                                                             | Write-In                                                    | Write-In                                                    | 218                                                         | 0,1                                                         |
| Total des votes                                             | Total des votes                                             | Total des votes                                             | 378 537                                                     | 100 %                                                       |
|                                                             | Les Démocrates conservent                                   |                                                             |                                                             |                                                             |

### 2024
| Primaire Démocrate de 2024 du 2e district congressionnel du Wisconsin | Primaire Démocrate de 2024 du 2e district congressionnel du Wisconsin | Primaire Démocrate de 2024 du 2e district congressionnel du Wisconsin | Primaire Démocrate de 2024 du 2e district congressionnel du Wisconsin | Primaire Démocrate de 2024 du 2e district congressionnel du Wisconsin |
| --------------------------------------------------------------------- | --------------------------------------------------------------------- | --------------------------------------------------------------------- | --------------------------------------------------------------------- | --------------------------------------------------------------------- |
| Parti                                                                 | Parti                                                                 | Candidat                                                              | Votes                                                                 | %                                                                     |
|                                                                       | Démocrate                                                             | Mark Pocan (sortant)                                                  | 149 581                                                               | 100%                                                                  |

| Primaire Républicaine de 2024 du 2e district congressionnel du Wisconsin | Primaire Républicaine de 2024 du 2e district congressionnel du Wisconsin | Primaire Républicaine de 2024 du 2e district congressionnel du Wisconsin | Primaire Républicaine de 2024 du 2e district congressionnel du Wisconsin | Primaire Républicaine de 2024 du 2e district congressionnel du Wisconsin |
| ------------------------------------------------------------------------ | ------------------------------------------------------------------------ | ------------------------------------------------------------------------ | ------------------------------------------------------------------------ | ------------------------------------------------------------------------ |
| Parti                                                                    | Parti                                                                    | Candidat                                                                 | Votes                                                                    | %                                                                        |
|                                                                          | Républicain                                                              | Erik Olsen                                                               | 23 035                                                                   | 56,3                                                                     |
|                                                                          | Républicain                                                              | Charity Barry                                                            | 17 897                                                                   | 43,7                                                                     |

| Élection de 2024 du 2e district congressionnel du Wisconsin | Élection de 2024 du 2e district congressionnel du Wisconsin | Élection de 2024 du 2e district congressionnel du Wisconsin | Élection de 2024 du 2e district congressionnel du Wisconsin | Élection de 2024 du 2e district congressionnel du Wisconsin |
| ----------------------------------------------------------- | ----------------------------------------------------------- | ----------------------------------------------------------- | ----------------------------------------------------------- | ----------------------------------------------------------- |
| Parti                                                       | Parti                                                       | Candidat                                                    | Votes                                                       | %                                                           |
|                                                             | Démocrate                                                   | Mark Pocan (sortant)                                        | TBD                                                         | TBD                                                         |
|                                                             | Républicain                                                 | Erik Olsen                                                  | TBD                                                         | TBD                                                         |
| Total des votes                                             | Total des votes                                             | Total des votes                                             | TBD                                                         | 100 %                                                       |
|                                                             |                                                             |                                                             |                                                             |                                                             |